# Клейтон Мерфі
Клейтон Мерфі (англ. Clayton Murphy; нар. 26 лютого 1995, Огайо, США) — американський легкоатлет, що спеціалізується на бігу на 800 метрів, бронзовий призер Олімпійських ігор 2016 року.

## Раннє життя та освіта
Клейтон Мерфі — син Марка та Мелінди Мерфі. Він виріс у Нью-Медісоні, штат Огайо. Відвідував середню школу Трі-Віллідж, де почав займатися легкою атлетикою та бігом по пересіченій місцевості. Мерфі побив рекорд штату III дивізіону в бігу на 1600 метрів на змаганнях штату в Колумбусі в 2013 році, показавши результат 4:11.72.

## Кар'єра
| Рік  | Чемпіонат        | Місце проведення         | Місце | Результат |
| ---- | ---------------- | ------------------------ | ----- | --------- |
| 2015 | Чемпіонат світу  | Пекін, Китай             | 12    | 1:46.28   |
| 2016 | Олімпійські ігри | Ріо-де-Жанейро, Бразилія | 3     | 1:42.93   |